# Superman: Escape From Krypton

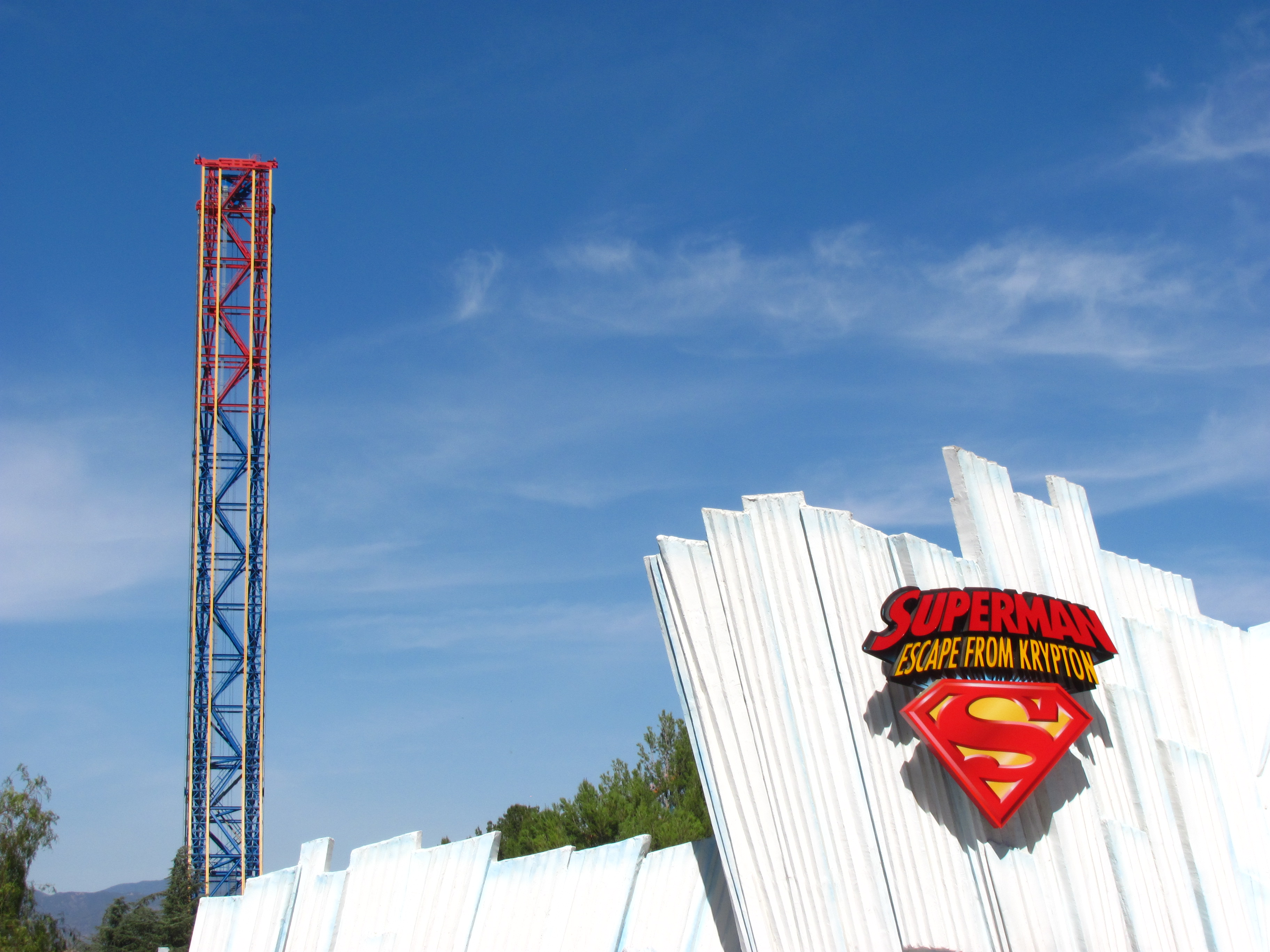
Veduta da lontano della torre dell'ottovolante

Superman: Escape From Krypton, fino al 2010 nota come Superman: The Escape, è una montagna russa del parco divertimenti americano Six Flags Magic Mountain, aperta il 15 marzo del 1997. Costruita da Intamin, fino al 2003 ha detenuto il record per la montagna russa più alta al mondo, battuta poi da Top Thrill Dragster del parco rivale Cedar Point. È stato il primo ottovolante a superare i 400 piedi di altezza.

## Storia
Annunciata il 5 gennaio 1996, l'attrazione doveva battere il record per la prima montagna russa a superare i 160 km/h, ma rinvii nella costruzione fecero vincere il record a Tower Of Terror II, situata nel parco divertimenti australiano di Dreamworld. La montagna russa aprì ufficialmente il 15 marzo 1997, due mesi dopo l'inaugurazione della sua rivale australiana.
Nel 2004 le protezioni dei vagoni vennero modificate a seguito di un incidente a Six Flags New England per evitare che qualcosa di simile accadesse di nuovo.
Appena dopo il week-end del 4 luglio, venne cessata l'operazione dell'attrazione, con dei cartelloni che indicavano la chiusura fino alla stagione 2011. Tower Of Terror II, che era un'attrazione analoga al Superman, intanto venne riaperta al pubblico con il treno che percorresse il tracciato al contrario, facendo sorgere speculazioni che anche l'altra attrazione di Magic Mountain avrebbe avuto un intervento simile. Vennero smentite però le voci che inducevano a una ri-tematizzazione su Bizarro, già presente in altri ottovolanti dei parchi Six Flags.
Il 20 ottobre 2010, Six Flags Magic Mountain annunciò la rimessa a nuovo e la ri-temizzazione dell'attrazione insieme agli annunci di due nuove montagne russe. Il percorso fu cambiato per essere percorso dai treni al contrario e la struttura venne ridipinta (binari in giallo, parte inferiore della torre in blu e parte superiore in rosso). Inoltre venne anche annunciato il cambio di nome da Superman: The Escape a Superman: Escape From Krypton. La riapertura avvenne il 19 marzo 2011.
Meno di un anno dopo la rimessa a nuovo, l'attrazione chiuse di nuovo il 5 febbraio 2012 per permettere l'aggiunta di Lex Luthor: Drop of Doom, due torri a caduta libera situate ai lati della torre dove sono posizionati i binari.

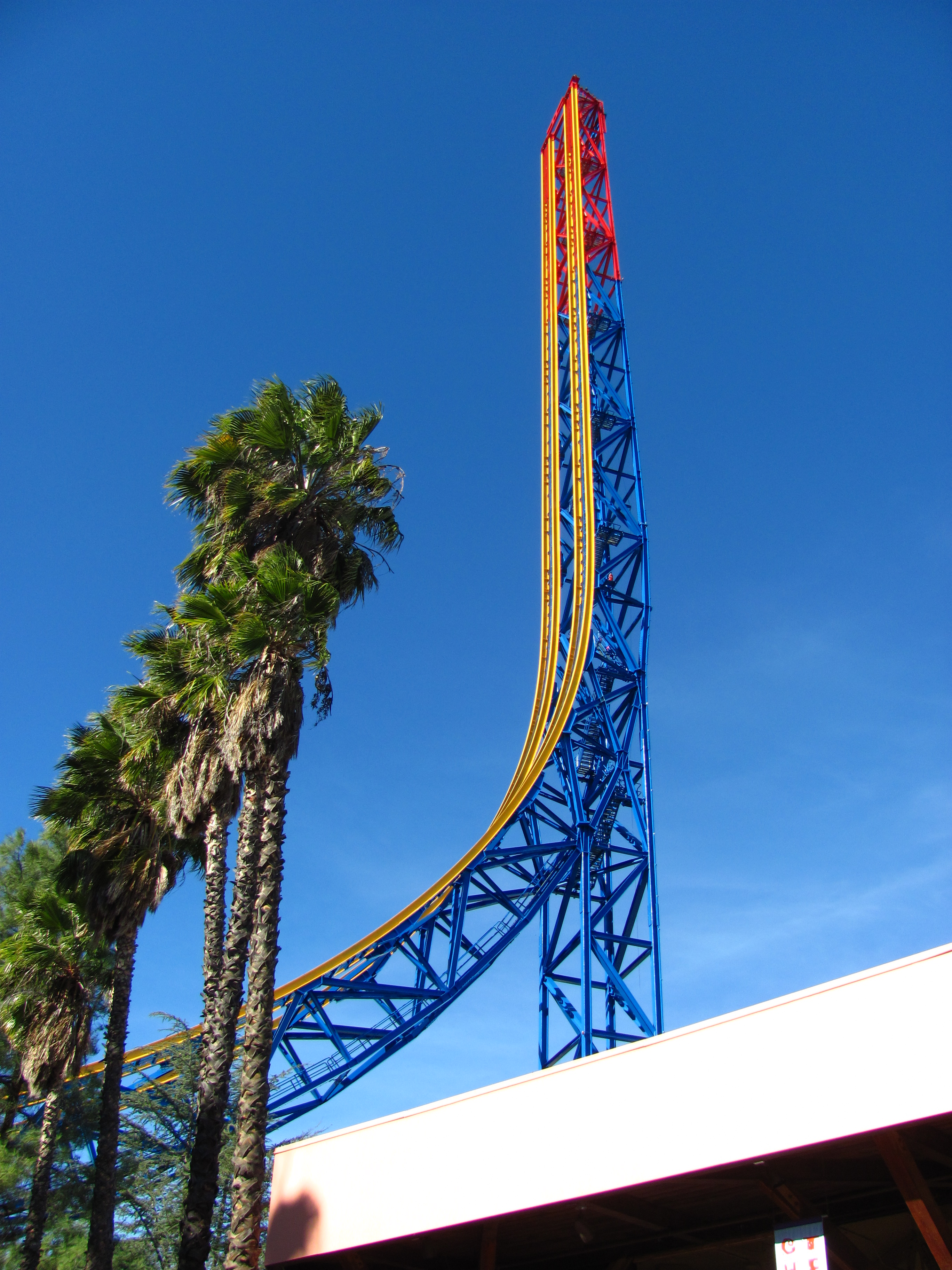
Vista laterale dell'attrazione

## Descrizione

### Tracciato
Dopo che il vagone viene caricato, il sistema magnetico lo accelera in 7 secondi fino a 160 km/h. Durante il lancio i passeggeri affrontano fino a 4.5 di forza g. A questo punto il treno risale i 126 metri della torre e, dopo un breve momento di assenza di peso il vagone affronta il percorso all'indietro, venendo frenato prima del rientro in stazione.
L'attrazione operava fino al 2010 con 2 treni da 15 persone, costruiti solo per andare in avanti. in seguito alla rimessa a nuovo, i treni vennero allargati, ridotti e costruiti per andare anche al contrario. Inoltre venne rimossa una fila, facendo scendere la capacità di ogni treno a 14 persone.